# Barna Bor
Barna Bor (ur. 12 grudnia 1986) – węgierski judoka, trzykrotny wicemistrz Europy. 
Podczas mistrzostw Europy w 2010, w Wiedniu, zdobył srebrny medal, przegrywając w finale z Białorusinem Iharem Makarau. Rok później, podczas mistrzostw Europy w Stambule, również był drugi. W finale został pokonany przez Teddy'ego Rinera. W 2012 w finale mistrzostw Europy przegrał z Aleksandrem Michajlinem.